# کاوستون، نورفک
کاوستون (به انگلیسی: Cawston) یک روستا و محله مدنی در بریتانیا است که در Broadland واقع شده‌است. کاوستون ۱۷٫۰۳ کیلومتر مربع مساحت و ۱٬۳۹۰ نفر جمعیت دارد.